# Sophie Perry
Sophie Perry est une femme pêcheur français, licenciée à la Fédération française de pêche sportive au coup.

## Palmarès
- Championne du monde de pêche sportive au coup en eau douce par équipes, en 1995 (à  Availles-Limouzine (France));
- Vice-championne du monde de pêche sportive au coup en eau douce individuelle, en 1995 (à Availles-Limouzine (France));
- Vice-championne du monde de pêche sportive au coup en eau douce par équipes, en 1996 (à Availles Limouzine  (France, pour la seconde fois consécutive)) et 1997 (à Penacova (Portugal));
- Vice-championne de France de 1re division de pêche sportive au coup en eau douce individuelle, en 1994 (à Availles-Limouzine) et 2002 (à Nantes);